# Money in the Bank ladder match

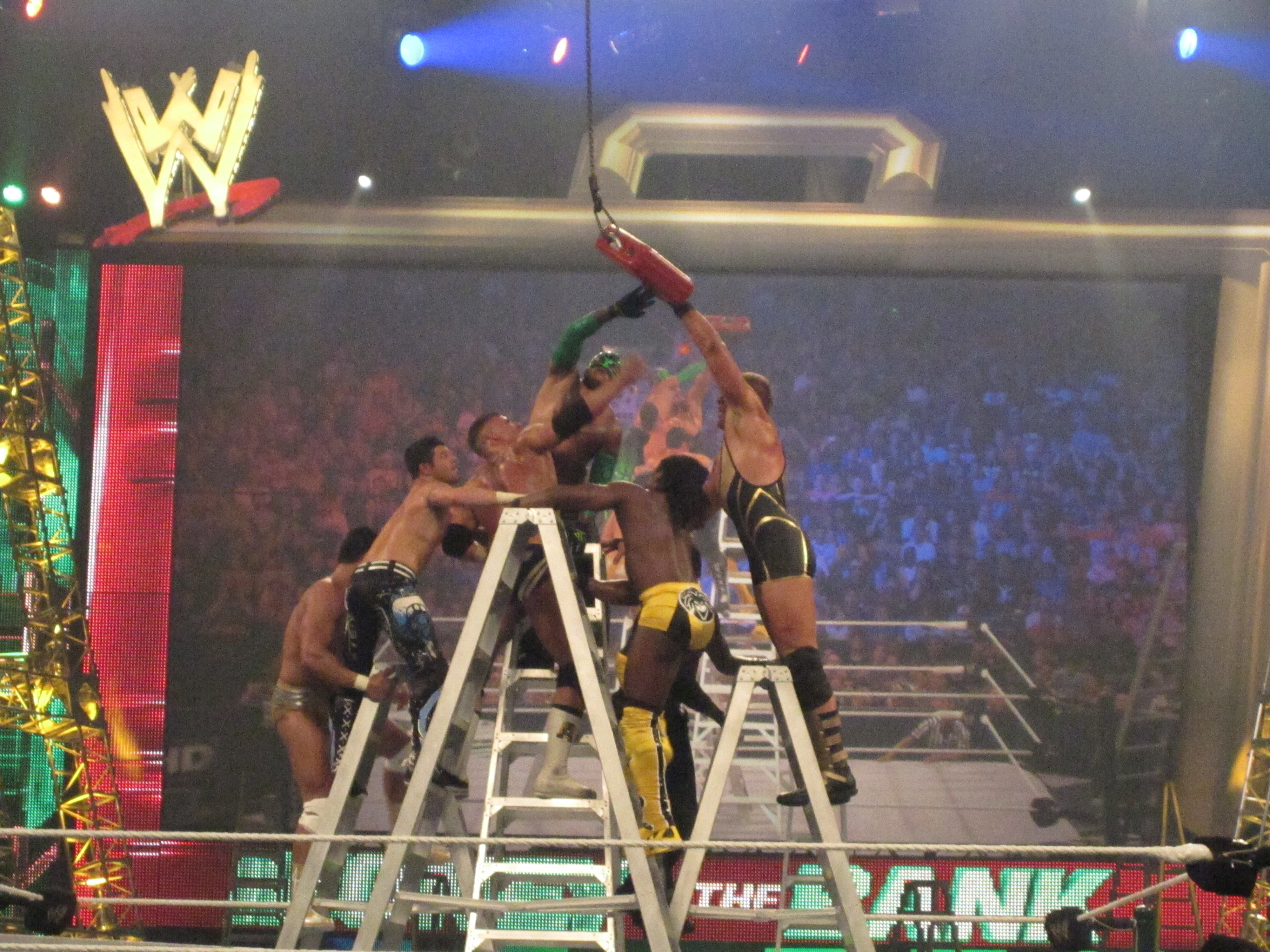
A luta Money in the Bank do Raw de 2011.

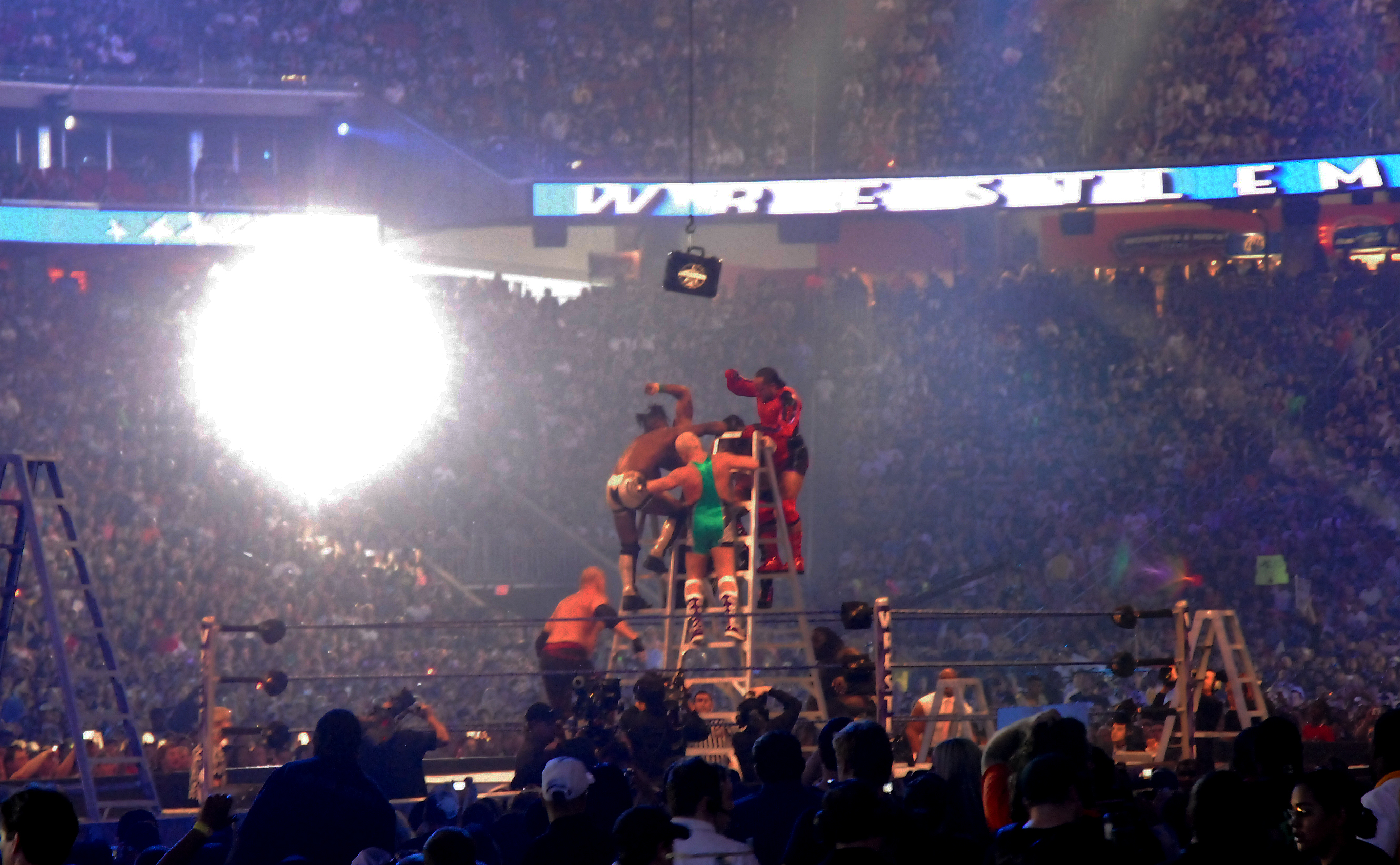
A luta Money in the Bank de 2009 foi disputada em WrestleMania 25

A luta Money in the Bank é uma luta de escadas multi-pessoa realizado pela promoção de luta profissional WWE. Disputado pela primeira vez no evento anual WrestleMania da WWE a partir de 2005, um pay-per-view Money in the Bank separado foi estabelecido em 2010. O prêmio da luta é uma maleta contendo um contrato para um combate por campeonato, que pode ser "descontado" pelo titular da maleta em qualquer momento até o ano seguinte à vitória. Se o contrato não for usado dentro de um ano após a conquista, será inválido, mas isso ainda não aconteceu. Desde a sua criação até 2017, as lutas de escadas envolviam apenas lutadores do sexo masculino, com o contrato sendo para uma luta pelo campeonato mundial. Desde o evento de 2017, as mulheres também têm a oportunidade de competir em uma luta desse tipo, com o prêmio sendo um contrato para um combate por algum campeonato feminino.
A primeira luta foi disputada em 2005 na WrestleMania 21, depois de ter sido inventada por Chris Jericho. Na época, era exclusivo para lutadores da marca Raw, e Edge venceu a luta inaugural. A partir de então até a WrestleMania XXVI, a luta Money in the Bank, agora aberta a todas as marcas da WWE, tornou-se um dos pilares da WrestleMania. 2010 viu uma segunda e terceira luta Money in the Bank quando o pay-per-view Money in the Bank estreou em julho com a WrestleMania não apresentando mais a luta. Ao contrário das lutas na WrestleMania, este novo evento incluiu duas lutas de escada - uma para cada um por um contrato para uma luta pelo Campeonato da WWE e uma luta pelo Campeonato Mundial de Pesos Pesados, respectivamente.
Antes do estabelecimento do pay-per-view anual Money in the Bank, os lutadores foram autorizados a usar o contrato para reivindicar uma luta por qualquer campeonato mundial da WWE. Após o estabelecimento do pay-per-view, os contratos do Money in the Bank foram direcionados especificamente para um ou outro campeonato. Com a unificação dos títulos da WWE e do Mundial dos Pesos Pesados no Campeonato Mundial dos Pesos Pesados da WWE em dezembro de 2013, havia apenas um único contrato em jogo. Isso entrou em vigor a partir do evento de 2014.
A divisão da marca retornou logo após o evento de 2016, juntamente com um novo título mundial, mas o evento de 2017 foi exclusivo do SmackDown e o contrato foi igual ao seu campeonato mundial, o Campeonato da WWE (anteriormente Campeonato Mundial dos Pesos Pesados da WWE). O evento de 2017 também incluiu a primeira luta feminina Money in the Bank, com a vencedora recebendo um contrato para uma luta pelo Campeonato Feminino do SmackDown. Devido à controvérsia em torno do final dessa luta, a primeira luta Money in the Bank ladder não pay-per-view ocorreu no episódio de 27 de junho do SmackDown Live. O evento tornou-se de marca dupla a partir do evento de 2018, envolvendo as marcas Raw e SmackDown com uma luta masculina e uma luta feminina com participantes divididos igualmente entre as marcas; os respetivos contratos garantiam ao vencedor um combate pelo título máximo da respetiva marca, permitindo aos lutadores do Raw (caso vençam) o cash-in do Campeonato Universal ou do Campeonato Feminino do Raw, embora em 2019 tenha sido feito para que os respetivos os vencedores poderiam desafiar o campeão de qualquer uma das marcas. Em 2020, enquanto as regras da luta permaneceram as mesmas, um truque de "Escada Corporativa" foi adicionado no topo do combate; as lutas masculinas e femininas, que foram realizadas ao mesmo tempo, aconteceram na sede global da WWE em Stamford, Connecticut, onde os participantes começaram no térreo do prédio e lutaram até o telhado, onde um ringue e escadas foram localizado com as pastas suspensas acima do ringue — essa mudança ocorreu devido à pandemia do COVID-19. As lutas voltaram ao formato normal no evento de 2021. Embora o contrato fosse originalmente apenas para uma luta de campeonato mundial, o vencedor de 2022, Austin Theory, foi o primeiro e até agora o único a utilizar o contrato para lutar por um campeonato que não era mundial, quando ele lutou sem sucesso pelo Campeonato dos Estados Unidos da WWE.

## História

### 2005

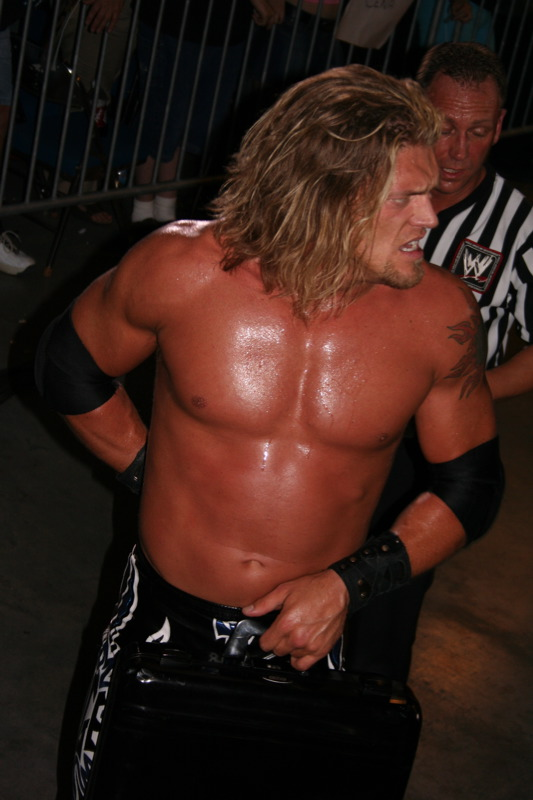
Edge foi o primeiro "Mr. Money in the Bank".

No enredo da WWE, o conceito para a luta Money in the Bank foi introduzido em março de 2005 por Chris Jericho. Jericho então apresentou a ideia ao Gerente Geral do Raw, Eric Bischoff, que gostou e prontamente começou a reservar a luta para a WrestleMania 21. Edge venceu a luta inaugural e manteve o contrato até o New Year's Revolution em janeiro de 2006. Lá, ele descontou seu contrato contra o Campeão da WWE John Cena, que tinha acabado de defender com sucesso o título em uma luta Elimination Chamber. Edge derrotou Cena para se tornar Campeão da WWE e rapidamente estabeleceu o precedente de "lucrar" com um campeão vulnerável.

### 2006
A ideia do Money in the Bank foi revivida por Carlito em um episódio do Raw de fevereiro de 2006. Mr. McMahon aprovou a sugestão e preparou lutas de qualificação para a luta que aconteceria na WrestleMania 22. Mais tarde foi anunciado que a luta seria interpromocional, e o Gerente Geral do SmackDown! Theodore Long também organizou lutas de qualificação para selecionar três membros de sua lista para competir. Nas lutas de qualificação da marca Raw, Rob Van Dam derrotou Trevor Murdoch, Shelton Benjamin derrotou Chavo Guerrero e Ric Flair derrotou Carlito. No SmackDown!, Finlay derrotou Bobby Lashley, Matt Hardy derrotou Road Warrior Animal e Bobby Lashley venceu uma "última chance de batalha real".
Rob Van Dam venceu a luta na WrestleMania 22 depois de empurrar Shelton Benjamin e Matt Hardy de uma escada, enquanto ele estava em outra escada, e recuperar a maleta. Em abril daquele ano, ele defendeu o contrato e ganhou o Campeonato Intercontinental da WWE em um contrato vs. título/vencedor leva todas as lutas contra Benjamin no Backlash. Van Dam anunciou em maio de 2006 que iria descontar seu contrato no ECW One Night Stand contra Cena em uma luta Extreme Rules. A luta terminou com Cena perdendo (com interferência de Edge) depois que Van Dam realizou um Five Star Frog Splash. Van Dam é a primeira pessoa a avisar um oponente antes de fechar seu contrato, presumivelmente para garantir que Cena aparecesse no evento.

### 2007
A terceira luta Money in the Bank foi realizada na WrestleMania 23 e foi a primeira a envolver oito participantes do Raw, SmackDown! e ECW. Lutas de qualificação começaram no episódio de 19 de fevereiro do Raw. No Raw de 19 de fevereiro, dois ex-vencedores do Money in the Bank (Edge e Rob Van Dam) se enfrentaram, com Edge ganhando uma vitória por pinfall para ganhar o primeiro lugar na luta. 

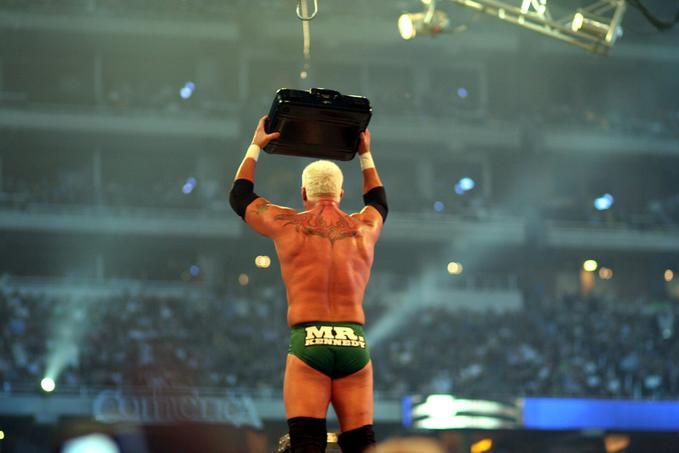
Mr. Kennedy se tornou "Mr. Money in the Bank" na WrestleMania 23, mas perdeu a maleta para Edge.

 Na noite seguinte na ECW, outra luta entre marcas aconteceu, com CM Punk derrotando Johnny Nitro para se classificar. No SmackDown daquela semana!, King Booker derrotou Kane em uma luta Falls Count Anywhere após interferência de The Great Khali para se tornar o terceiro homem a se classificar. No episódio seguinte do Raw, Jeff Hardy derrotou Shelton Benjamin para se tornar o quarto homem a se qualificar. Na noite seguinte na ECW, Mr. Kennedy derrotou Sabu em uma luta Extreme Rules para ganhar o quinto lugar. Duas lutas de qualificação aconteceram no episódio seguinte do SmackDown!, com Matt Hardy derrotando Joey Mercury, enquanto Finlay venceu uma luta triple threat contra Chris Benoit e Montel Vontavious Porter para se qualificar. O que seria a luta final de qualificação no Raw entre Carlito e Ric Flair, foi considerada sem resultado quando The Great Khali interferiu e atacou os dois homens. A luta foi remarcada para a próxima semana no Raw, com Randy Orton subornando seu caminho para a luta, que seria uma luta de eliminação de ameaça tripla que Orton venceu ao imobilizar Carlito e Flair após realizar um RKO em cada um deles. Edge e Orton haviam parado recentemente de se unir, e havia muita tensão entre eles enquanto ambos tentavam tirar o outro da luta Money in the Bank; ambos falharam, já que Edge finalmente ganhou uma "última chance de batalha real" depois de fingir uma lesão para manter sua vaga. Orton foi forçado a lutar contra Bobby Lashley na ECW para manter sua vaga, o que ele fez.
Kennedy finalmente venceu na WrestleMania 23, depois de empurrar Punk para fora da escada usando outra escada (Edge havia sido derrotado anteriormente por Jeff Hardy). Durante as próximas semanas, Kennedy continuou declarando que iria descontar a maleta na WrestleMania XXIV, no entanto, no Raw de 7 de maio de 2007, ele defendeu e perdeu a maleta do Money in the Bank para Edge. Kennedy foi o primeiro lutador na história da WWE a perder a maleta sem descontá-la. Na noite seguinte, na gravação do SmackDown! de 11 de maio de 2007, o Campeão Mundial dos Pesos-Pesados The Undertaker e Batista lutaram até um empate em uma luta em uma jaula de aço, após que um retorno de Mark Henry. ele agrediu Undertaker e o deixou ferido no ringue. Quando Henry estava saindo, Edge veio ao ringue com sua maleta, entregou-a ao árbitro Jim Korderas e derrotou o Undertaker após um spear para ganhar o Campeonato Mundial dos Pesos Pesados pela primeira vez. Edge tornou-se assim a primeira pessoa a ganhar o contrato Money in the Bank duas vezes.

### 2008

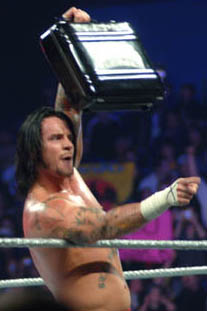
CM Punk foi o primeiro a ganhar duas Money in the Banks seguidas.

A quarta Money in the Bank ladder match aconteceu no WrestleMania XXIV e era novamente uma luta envolvendo oito homens, com lutadores do Raw, SmackDown, e ECW. Lutas qualificatórias começaram no Raw de 18 de fevereiro, com Jeff Hardy e Mr. Kennedy se qualificando ao derrotar Snitsky e Val Venis, respectivamente. Na SmackDown de 22 de fevereiro, Shelton Benjamin se qualificou ao derrotar Jimmy Wang Yang. No Raw, General Manager William Regal colocou Chris Jericho em uma luta contra Jeff Hardy. Jericho derrotou Hardy e se qualificou. No Raw seguinte, no entanto, os dois se enfrentaram novamente, dessa vez pelo WWE Intercontinental Championship de Hardy. Jericho venceu a luta e ganhou o título, sendo revelado que Hardy fora suspenso por ter violado a política de bem-estar da WWE. Ele foi removido do WrestleMania, fazendo essa edição a única com sete lutadores na Money in the Bank. Na mesma edição do Raw, Carlito derrotou Cody Rhodes para se qualificar. No evento da SmackDown/ECW em 9 de março, o Campeão dos Estados Unidos Montel Vontavious Porter derrotou Jamie Noble para se qualificar. Na ECW de 11 de março, CM Punk derrotou Big Daddy V para se qualificar. E finalmente, no SmackDown de 14 de março, John Morrison derrotou seu parceiro The Miz, sendo o último a se qualificar.
Punk venceu a luta WrestleMania XXIV depois de prender a perna de Jericho em uma escada e depois subir a escada. Punk ganhou sua chance pelo título no episódio de 30 de junho do Raw. Um discurso de despedida de Jim Ross foi interrompido pelo então Campeão Mundial de Pesos Pesados Edge, que o removeu do ringue e começou a insultar a multidão, dizendo que eles nunca veriam um campeonato mundial sendo defendido no Raw (como na época tanto Edge quanto o Campeão da WWE Triple H eram membros da marca SmackDown e o Campeonato da ECW estava na marca ECW depois que Mark Henry derrotou o então campeão Kane da marca Raw e Big Show da marca SmackDown no Night of Champions em uma luta triple threat para ganhar o título). Quando ele estava prestes a deixar a arena, Batista saiu e atacou Edge em retaliação por Edge trapacear para ganhar a luta pelo título na noite anterior no Night of Champions. Punk então imediatamente correu para o ringue com um árbitro para descontar seu contrato, então executou um Go to Sleep on Edge para ganhar o Campeonato Mundial dos Pesos Pesados, tornando-o exclusivo do Raw no processo.

### 2009
A quinta luta Money in the Bank foi anunciada para a WrestleMania 25. As lutas de qualificação começaram no Raw de 23 de fevereiro, na qual CM Punk se classificou derrotando John Morrison e The Miz em uma luta triple threat. No Raw de 2 de março, Kane derrotou Mike Knox e Rey Mysterio em outra luta triple threat. No episódio de 3 de março da ECW, Mark Henry se classificou para a luta ao derrotar Santino Marella. Tanto Montel Vontavious Porter quanto Shelton Benjamin se classificaram para a luta no episódio de 6 de março do SmackDown, derrotando Matt e Jeff Hardy nas respectivas lutas individuais. No Raw de 9 de março, Kofi Kingston se classificou ao derrotar Chris Jericho, depois que Jericho foi distraído por Ric Flair. Christian se classificou na noite seguinte na ECW ao vencer uma batalha real de três marcas. Finlay foi a última pessoa a se qualificar para a luta quando derrotou The Brian Kendrick no episódio de 13 de março do SmackDown.
Na WrestleMania 25, Punk venceu a luta e se tornou o primeiro lutador a vencer duas lutas de escada Money in the Bank, e o único a vencer a luta por dois anos consecutivos. No episódio de 1º de maio do SmackDown, Punk desafiou o Campeão Mundial dos Pesos-Pesados Edge para uma luta sem o título com a intenção de que se ele derrotasse Edge, ele ganharia sua chance pelo título logo após a luta. Mais tarde naquela noite, Punk derrotou Edge e tentou fazer o cash-in. No entanto, antes que o sino do ringue pudesse tocar para iniciar a luta pelo título, Punk e Edge foram atacados por Umaga e Jeff Hardy, respectivamente. Como consequência, a luta nunca começou e Punk manteve seu contrato. Punk novamente tentou ganhar dinheiro para uma luta pelo Campeonato Mundial dos Pesos Pesados contra Edge no episódio de 15 de maio do SmackDown, mas foi novamente parado por Umaga. Depois que Jeff Hardy derrotou Edge em uma luta de escadas para ganhar o WCampeonato Mundial dos Pesos Pesados no Extreme Rules, Punk ganhou o Campeonato Mundial dos Pesos Pesados pela segunda vez. Como resultado dos fãs vaiando-o por lucrar com Hardy, que era muito popular entre os fãs, Punk começou uma mudança gradual de personagem para um vilão.

### 2010

#### Fevereiro–Abril

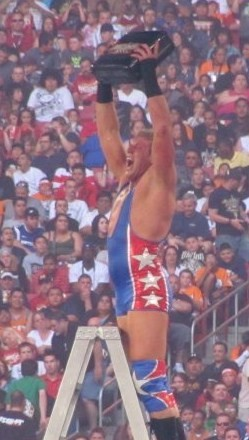
Jack Swagger o primeiro Mr. Money in the Bank de 2010.

No Raw de 22 de fevereiro, foi anunciado que a sexta luta anual Money in the Bank seria realizada no WrestleMania XXVI. A primeira luta de qualificação foi realizada mais tarde naquela noite, onde Christian derrotou Carlito para se classificar. Mais três lutas de qualificação foram realizadas no episódio de 26 de fevereiro do SmackDown, com Dolph Ziggler derrotando John Morrison e R-Truth em uma luta Triple Threat, Kane derrotando Drew McIntyre e Shelton Benjamin derrotando CM Punk para se qualificar. O episódio de 1º de março do Raw viu Jack Swagger e Montel Vontavious Porter se qualificarem derrotando Santino Marella e Zack Ryder, respectivamente. Matt Hardy foi o próximo a se qualificar para a luta quando derrotou Drew McIntyre no episódio de 5 de março do SmackDown. No que foi inicialmente declarado como a luta de qualificação final, Evan Bourne derrotou William Regal no episódio de 8 de março do Raw para se tornar o oitavo competidor. Devido à sua associação favorável com o presidente da WWE Mr. McMahon, McIntyre teve uma terceira chance no episódio de 12 de março do SmackDown para se qualificar para a luta. No que também seria feito uma defesa do Campeonato Intercontinental da WWE pelo gerente geral do SmackDown, Theodore Long, McIntyre derrotou o concorrente local Aaron Bolo para se qualificar. No Raw de 22 de março, o número de participantes foi novamente aumentado para um recorde de dez, quando Kofi Kingston derrotou Vladimir Kozlov para se qualificar.
Na WrestleMania XXVI, Jack Swagger venceu a luta depois de derrubar Christian de uma escada com a própria maleta. Na noite seguinte no Raw, Swagger tentou lucrar com sua chance contra o campeão da WWE John Cena depois de emboscar Cena. No entanto, como Cena se recuperou muito rápido da emboscada, Swagger cancelou sua luta e manteve seu contrato.[44] Na noite seguinte, na gravação do episódio de 2 de abril de 2010 do SmackDown, depois que Edge atacou o então Campeão Mundial dos Pesos-Pesados Chris Jericho, Swagger resgatou seu contrato e conquistou com sucesso o Campeonato Mundial de Pesos-Pesados.

#### Junho–Novembro

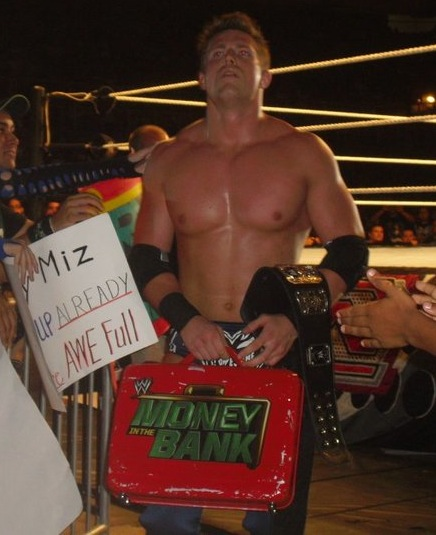
The Miz o segundo Mr. Money in the Bank de 2010.

Kane ganhou a luta Money in the Bank do SmackDown, usando seu contrato na mesma noite contra Rey Mysterio pelo World Heavyweight Championship. A luta pela maleta do Raw foi vencida por The Miz. Ele viria a descontar seu contrato contra Randy Orton no Raw de 22 de novembro, após uma luta entre Wade Barrett e Orton em que o Nexus atacou Orton antes do combate e lesionou sua perna direita.

### 2011
Pela primeira vez em cinco anos, uma Money in the Bank ladder match não aconteceu no WrestleMania. O evento Money in the Bank de 2011 ocorreu no Allstate Arena, em Chicago, Illinois. Foram realizadas duas lutas Money in the Bank, cada uma exclusiva de um programa. Alberto Del Rio venceu a luta do Raw, enquanto Daniel Bryan venceu a do SmackDown.
Del Rio tentou descontar seu contrato pela primeira vez ainda no evento por ordens de Mr. McMahon depois que CM Punk venceu o WWE Championship. No entanto, Punk conseguiu fugir antes da luta começar. Del Rio conseguiu usar seu contrato um mês depois, no SummerSlam, após Punk derrotar John Cena pelo título. Bryan usou seu contrato pela primeira vez no SmackDown de 25 de novembro contra Mark Henry pelo World Heavyweight Championship. Apesar de vencer o título, a decisão foi revertida pelo gerente geral Theodore Long, que afirmou que Henry não estava em condições de competir. Long também devolveu a maleta para ele. Bryan descontou a maleta com sucesso no TLC: Tables, Ladders & Chairs, derrotando Big Show depois dele derrotar Henry pelo título.

### 2012

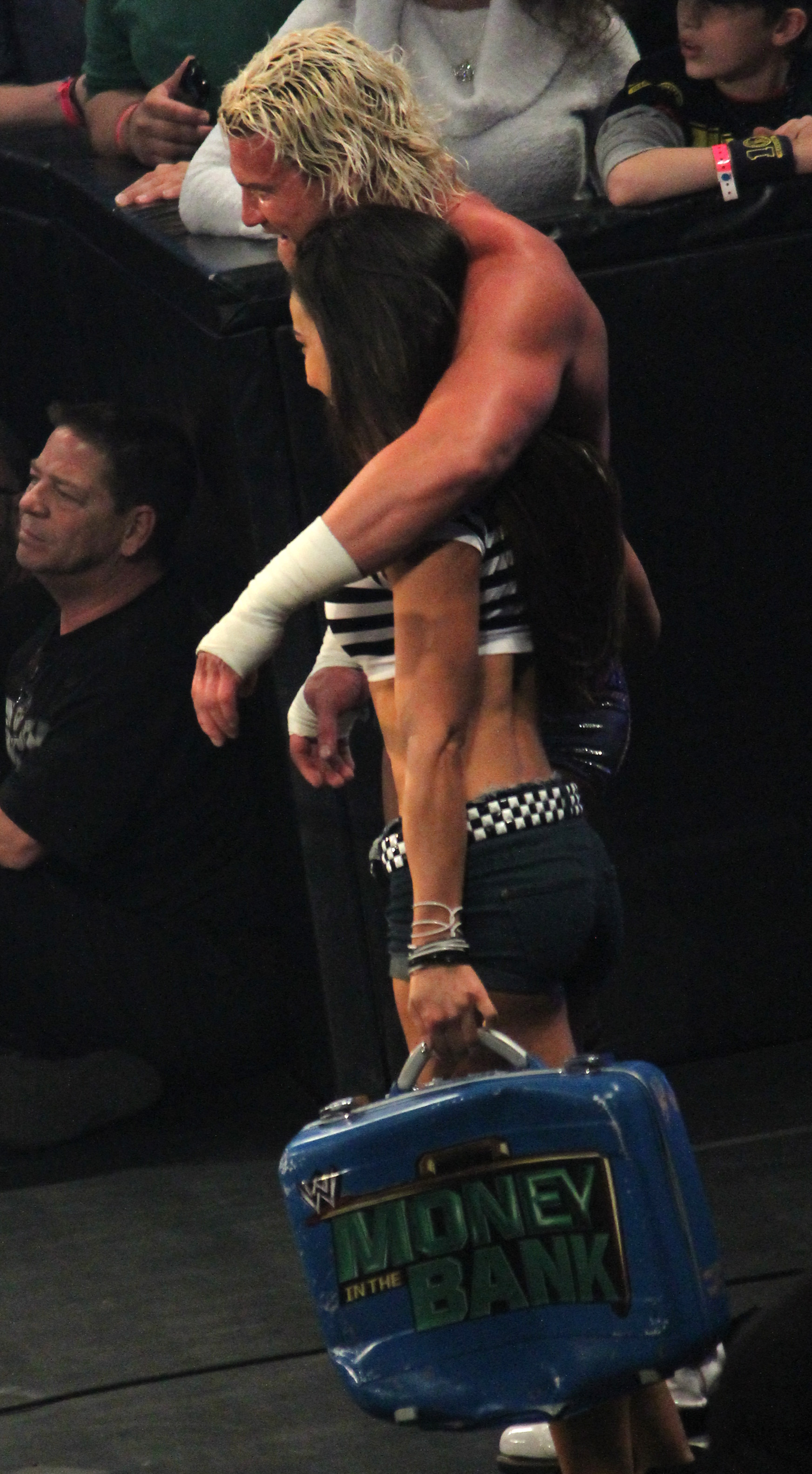
Dolph Ziggler, com AJ Lee, segurando a maleta com o contrato pelo World Heavyweight Championship.

O terceiro Money in the Bank aconteceu em 15 de julho de 2012 no US Airways Center, em Phoenix, Arizona . Como de costume, houve duas lutas Money in the Bank No entanto, os combates já não estavam separados por marcas (nesta altura, Raw e SmackDown já não eram mais marcas distintas). Em vez disso, elas foram separadas pelos títulos mundiais. Uma valia um contrato pelo WWE Championship, enquanto a outra pelo World Heavyweight Championship.
A luta que valia a maleta pelo World Heavyweight Championship foi vencida por Dolph Ziggler, e a que valia um contrato pelo WWE Championship por John Cena. No Raw de 16 de julho de 2012, Cena anunciou que iria descontar seu contrato na semana seguinte, no Raw 1000. Naquele evento, Cena não conseguiu ganhar o WWE Championship, apesar de vencer a luta contra CM Punk por desqualificação depois que Big Show interferiu. Como na WWE os títulos não podem ser conquistados por vitórias por desqualificação, Punk manteve o título. Isso fez com que Cena se tornasse o primeiro vencedor do Money in the Bank a não conquistar o título.
Além das várias tentativas de descontar sua maleta ao longo de 2012, Ziggler defendeu a sua maleta contra Chris Jericho no Raw de 20 de agosto. Ele venceu a luta e como consequência, Jericho foi demitido. Ele novamente teve que defender a maleta no TLC: Tables, Ladders & Chairs, agora contra John Cena em uma luta de escadas, novamente saindo vencedor. Ziggler descontou com sucesso seu contrato contra Alberto Del Rio no Raw após o WrestleMania 29, em 8 de abril de 2013. Depois de defender o título e ser atacado por Jack Swagger, Ziggler aproveitou e usou seu contrato, vencendo o título.

### 2013
O quarto Money in the Bank foi realizado em 14 de julho de 2013, no Wells Fargo Center, em Filadélfia, Pensilvânia. Novamente houve duas lutas Money in the Bank, uma por um contrato pelo WWE Championship e outra por um contrato pelo World Heavyweight Championship. Randy Orton venceu a luta pelo contrato pelo WWE Championship, enquanto Damien Sandow venceu a pelo contrato pelo World Heavyweight Championship.
Orton descontou seu contrato contra Daniel Bryan em 18 de agosto de 2013, no SummerSlam, depois que Bryan derrotou John Cena pelo WWE Championship e de Triple H, o árbitro especial da luta, atacá-lo. No Raw de 28 de outubro de 2013, Sandow usou seu contrato pelo World Heavyweight Championship também contra John Cena. No entanto, Cena derrotou Sandow, fazendo dele o segundo lutador a não vencer o título atrás da maleta do Money in the Bank.

### 2014

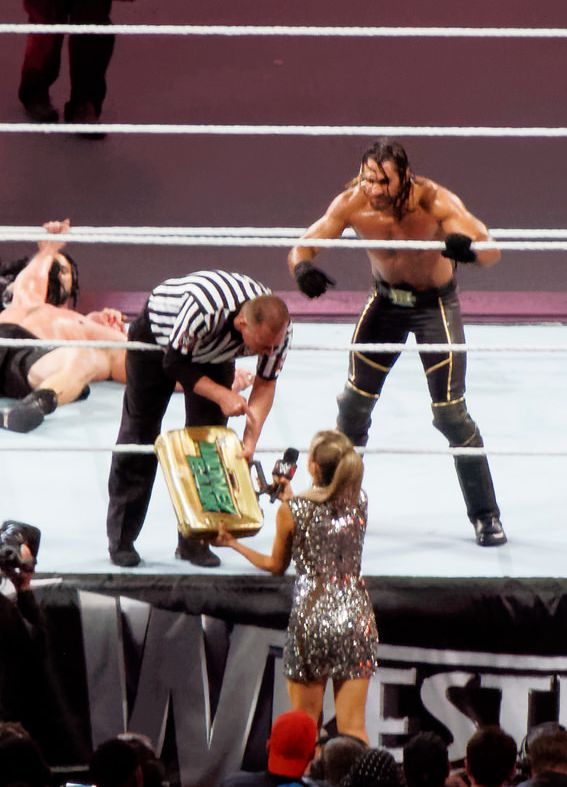
Seth Rollins descontando seu contrato durante o evento principal da WrestleMania 31.

O quinto evento Money in the Bank aconteceu em 29 de junho de 2014 no TD Garden em Boston, Massachusetts. Em dezembro de 2013, o WWE Championship e o World Heavyweight Championship foram unificados no WWE World Heavyweight Championship. Como resultado, houve apenas uma luta Money in the Bank por um contrato pelo título recém-unificado. Com a ajuda da The Authority, Seth Rollins venceu o combate.
Apesar das várias tentativas de descontar seu contrato ao longo de 2014, Rollins só viria a usá-lo em 29 de março de 2015, no WrestleMania 31, durante o evento principal pelo WWE World Heavyweight Championship entre o campeão Brock Lesnar e Roman Reigns. Ele fez o pin em Reigns e conquistou o título. Rollins foi o primeiro lutador a descontar o contrato do Money in the Bank durante uma luta em andamento, o primeiro a usar o contrato na WrestleMania e o primeiro a vencer o título sem realizar o pin no campeão.

### 2015
O sexto Money in the Bank aconteceu em 14 de junho de 2015 no Nationwide Arena em Columbus, Ohio. Novamente, houve apenas uma luta Money in the Bank por um contrato pelo WWE World Heavyweight Championship. Sheamus, derrotou Roman Reigns, Randy Orton,  Dolph Ziggler, Kane, Kofi Kingston e Neville e conquistou a maleta.
Sheamus descontou seu contrato durante o Survivor Series, em 22 de novembro de 2015, depois de Roman Reigns derrotar Dean Ambrose na final de um torneio pelo WWE World Heavyweight Championship que estava vago.

### 2016
O sétimo Money in the Bank ocorreu em 19 de junho de 2016 no T-Mobile Arena, em Las Vegas, Nevada. Como nos anos anteriores, houve apenas uma luta Money in the Bank por um contrato pelo WWE World Heavyweight Championship.
No Raw de 23 de maio,  Sami Zayn, Cesaro, Chris Jericho, Dean Ambrose e Kevin Owens se qualificaram para o combate após derrotarem Sheamus, The Miz, Apollo Crews, Dolph Ziggler e AJ Styles, respectivamente. Três dias depois, no SmackDown de 26 de maio, Alberto Del Rio derrotou Zack Ryder e  também se qualificou. No evento, Ambrose foi o vencedor. Ele usou o contrato na mesma noite, derrotando Seth Rollins pelo título.

### 2017

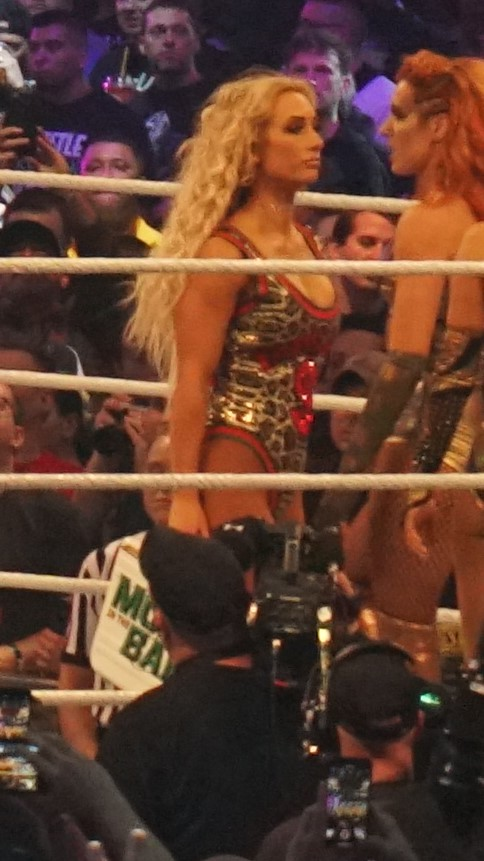
Carmella foi a vencedora da primeira luta feminina do Money in the Bank.

O oitavo Money in the Bank, aconteceu no dia 18 de junho de 2017 no Scottrade Center, em St. Louis, Missouri, como evento exclusivo do SmackDown. Para a tradicional luta em escadas por um contrato pelo Campeonato da WWE, o comissário Shane McMahon, havia anunciado AJ Styles, Shinsuke Nakamura, Dolph Ziggler, Baron Corbin e Kevin Owens. Baron Corbin ganhou o combate e se tornou o 17º Mr. Money in the Bank da história. Corbin descontou o seu contrato do Money in the Bank no episódio do SmackDown de 15 de agosto, mas não obteve sucesso em um combate, não valendo o título, entre John Cena e o atual campeão da WWE Jinder Mahal, Corbin se tornou o terceiro a não conseguir o título com o contrato da maleta.
No SmackDown de 30 de maio, Shane McMahon anunciou pela primeira vez na história uma luta Money in the Bank para as mulheres, por um contrato pelo Campeonato Feminino do SmackDown. No mesmo episódio ele anunciou que Carmella, Charlotte Flair, Becky Lynch, Natalya e Tamina participariam do combate. Carmella ganhou o combate apos interferência de James Ellsworth que subiu na escada e jogou a maleta para Carmella. No episódio da mesma semana do SmackDown o gerente geral Daniel Bryan, forçou Carmella a entregar a maleta com o contrato para então reiniciar o combate nas escadas no episódio da semana seguinte valendo novamente o contrato do Money in the Bank pelo Women's Championship com Ellsworth banido em torno do ringue, mesmo assim Carmella defendeu com sucesso para recuperar a maleta do Money in the Bank. No episódio de 10 de abril de 2018 do SmackDown Live, após segurar o contrato por 287 dias (o maior tempo que qualquer lutadora manteve um contrato do Money in the Bank), Carmella fez o cash-in e derrotou Charlotte Flair, que acabara de sofrer um ataque das estreantes The IIconics (Peyton Royce e Billie Kay), pelo Campeonato Feminino do SmackDown.

### 2018
O nono Money in the Bank, aconteceu em 17 de junho, na Allstate Arena, nos subúrbios de Chicago, em Rosemont, Illinois. Pela primeira vez desde 2011, com a divisão das marcas em vigor, o evento foi de duas marcas, envolvendo tanto o Raw quanto o SmackDown. O evento incluiu uma luta masculina e uma feminina, com oito participantes em cada uma, igualmente divididos entre as marcas. Os contratos concediam aos vencedores uma luta pelo campeonato mundial de sua respectiva marca. O contrato masculino dava ao vencedor uma luta pelo Campeonato Universal do Raw ou pelo Campeonato da WWE do SmackDown, enquanto o contrato feminino dava ao vencedor uma luta pelo Campeonato Feminino do Raw ou pelo Campeonato Feminino do SmackDown.
Os combates de qualificação para ambas as lutas de escadas começaram no episódio de 7 de maio do Raw. Para a luta masculina, Braun Strowman, Finn Bálor, Bobby Roode e Kevin Owens se qualificaram pelo Raw, enquanto The Miz, Rusev, um membro do The New Day (revelado como Kofi Kingston no evento) e Samoa Joe se qualificaram pelo SmackDown. Strowman acabaria vencendo a luta de escadas e o contrato. Durante a luta, Strowman jogou Owens do topo de uma escada e Owens caiu através de uma mesa. Os dois então começaram uma rivalidade, o que levou a uma luta no SummerSlam, onde Strowman defendeu seu contrato contra Owens, com a estipulação de que, se Strowman perdesse de qualquer forma, ele perderia o contrato. Strowman, no entanto, manteve o contrato. Ele então se tornaria a terceira pessoa a anunciar seu cash-in com antecedência. Ele anunciou que faria o cash-in no vencedor da luta principal do SummerSlam entre o então campeão universal Brock Lesnar e Roman Reigns, mas durante a luta, ele foi incapacitado por Lesnar, e assim não fez o cash-in (essa distração permitiu que Reigns derrotasse Lesnar pelo título). Ele então anunciou que faria o cash-in no novo campeão Roman Reigns no Hell in a Cell, em uma luta Hell in a Cell (Mick Foley foi posteriormente adicionado como árbitro especial). No entanto, a luta terminou em no-contest depois que Lesnar apareceu e nocauteou ambos os lutadores, tornando-os incapazes de continuar. Strowman se tornou a quarta pessoa a falhar em conquistar um campeonato em sua luta de cash-in, e a primeira a falhar por uma decisão de no-contest.
Para a luta feminina, Ember Moon, Alexa Bliss, Natalya e Sasha Banks se qualificaram pelo Raw, enquanto Charlotte Flair, Becky Lynch, Lana e Naomi se qualificaram pelo SmackDown. Bliss venceu a luta de escadas e, mais tarde naquela noite, ela causou uma desqualificação na luta pelo Campeonato Feminino do Raw entre a então campeã Nia Jax e Ronda Rousey, e então fez o cash-in do contrato, derrotando Jax para conquistar o título, tornando-se assim a terceira lutadora (e a primeira mulher) a fazer o cash-in no mesmo dia em que conquistou o contrato.

### 2019
O décimo Money in the Bank, aconteceu em 19 de maio, no XL Center em Hartford, Connecticut. Assim como no evento de 2018, houve uma luta de escadas masculina e uma feminina, com oito participantes em cada uma, igualmente divididos entre as marcas Raw e SmackDown. No entanto, ao contrário de 2018, os contratos concediam aos vencedores uma luta pelo campeonato mundial de sua escolha. O contrato masculino dava ao vencedor uma luta pelo Campeonato Universal do Raw ou pelo Campeonato da WWE do SmackDown, enquanto o contrato feminino dava à vencedora uma luta pelo Campeonato Feminino do Raw ou pelo Campeonato Feminino do SmackDown.
Os quatro participantes do Raw para a luta masculina foram anunciados por Alexa Bliss durante seu segmento "A Moment of Bliss" no episódio de 29 de abril do Raw: Braun Strowman, Ricochet, Drew McIntyre e Baron Corbin. Os quatro participantes do SmackDown foram anunciados na noite seguinte no SmackDown: Ali, Finn Bálor, Andrade e Randy Orton. Robert Roode (anteriormente Bobby Roode) teve a chance de substituir Ricochet na luta de escadas se conseguisse derrotá-lo, mas foi malsucedido, enquanto Sami Zayn, que contou com a ajuda de Corbin e McIntyre, derrotou Strowman em uma luta Falls Count Anywhere para assumir o lugar de Strowman. Durante o evento, antes da luta, Zayn foi atacado nos bastidores e levado para uma unidade médica. Strowman foi apontado como o atacante e foi solicitado a deixar a arena, apesar de negar a acusação. A luta seguiu sem um substituto anunciado para Zayn, no entanto, no clímax da luta, Brock Lesnar fez um retorno surpresa como substituto não anunciado de Zayn e venceu o contrato. Após provocar um possível cash-in no campeão universal Seth Rollins e no campeão da WWE Kofi Kingston, e falhar em uma tentativa de cash-in sobre Rollins no Super ShowDown, Lesnar fez com sucesso o cash-in de seu contrato para conquistar o Campeonato Universal de Rollins no Extreme Rules em 14 de julho, logo após Rollins e a campeã feminina do Raw Becky Lynch terem defendido seus respectivos títulos contra Baron Corbin e Lacey Evans em uma luta Extreme Rules de duplas mistas Last Chance Winners Takes All no Extreme Rules. Isso fez de Lesnar o primeiro lutador a fazer um cash-in bem-sucedido pelo Campeonato Universal.
As quatro participantes do Raw na luta feminina também foram anunciadas por Alexa Bliss durante outro segmento de "A Moment of Bliss" no episódio de 29 de abril do Raw: Natalya, Dana Brooke, Naomi e a própria Bliss. Na noite seguinte, no episódio do SmackDown, Bayley, Mandy Rose, Ember Moon e Carmella foram reveladas como as quatro participantes do SmackDown. Em 16 de maio, foi revelado que Bliss não estava liberada medicalmente para competir e foi substituída por Nikki Cross. Bayley então venceu a luta e, mais tarde naquela noite, fez o cash-in de seu contrato sobre Charlotte Flair, que havia acabado de derrotar Becky Lynch pelo Campeonato Feminino do SmackDown, e derrotou Flair para conquistar o título. Isso a fez a quarta lutadora (e a segunda mulher) a fazer o cash-in no mesmo dia em que conquistou o contrato.

### 2020

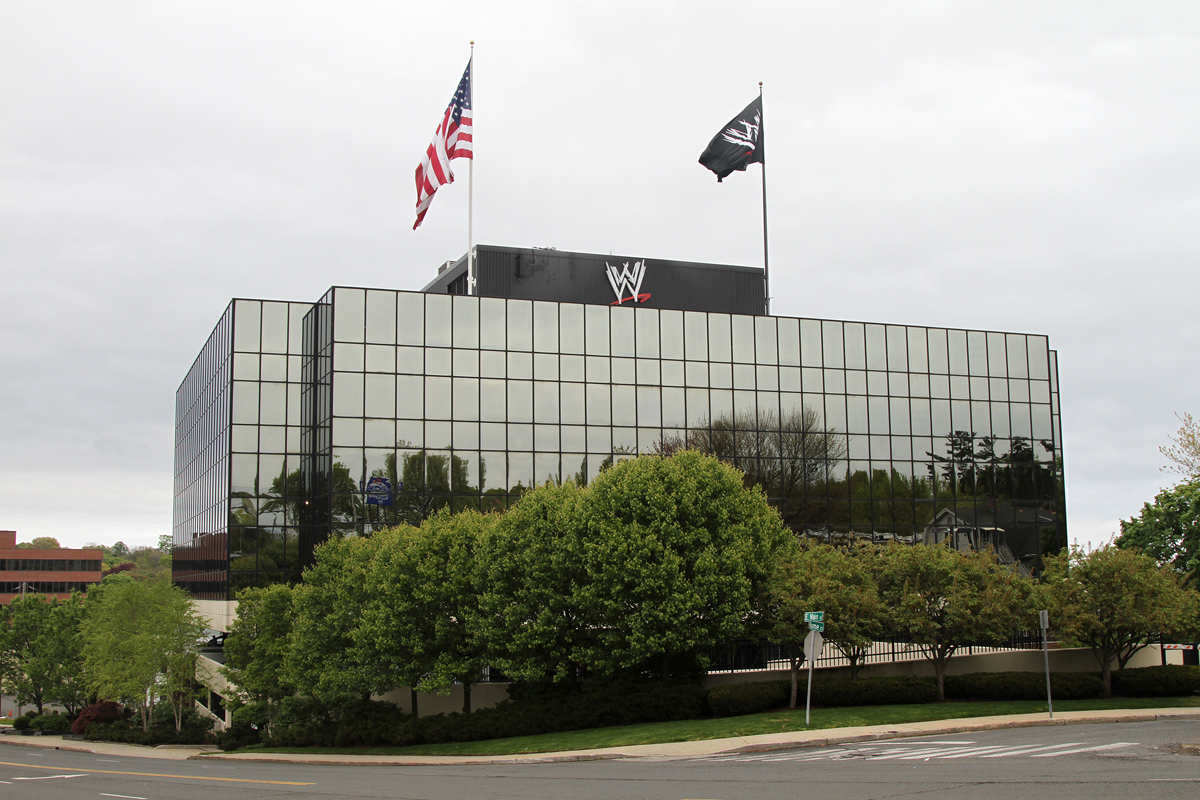
A sede global da WWE (desde 2012) foi o local das lutas de escadas masculinas e femininas do Money in the Bank de 2020.

O décimo primeiro Money in the Bank, foi transmitido em 10 de maio. Devido à pandemia de COVID-19, o evento não foi realizado no local originalmente anunciado, a Royal Farms Arena em Baltimore, e a maioria de suas lutas foi apresentada ao vivo do WWE Performance Center em Orlando.
As lutas de escadas eponímicas foram reformuladas para utilizar um formato pré-gravado com elementos cinematográficos e foram filmadas na sede global da WWE em Stamford, Connecticut. Os participantes de cada luta começaram no andar térreo e lutaram até o ringue no telhado, onde os malotes estavam suspensos acima. As lutas do Money in the Bank, tanto masculina quanto feminina, aconteceram ao mesmo tempo.
Com as mudanças no formato, os participantes de cada luta foram reduzidos de oito para seis, mas ainda assim foram igualmente divididos entre as marcas Raw e SmackDown. Para a luta feminina, Asuka, Shayna Baszler e Nia Jax, que fez seu retorno, se qualificaram pelo Raw ao derrotar Ruby Riott, Sarah Logan e Kairi Sane, respectivamente, enquanto Dana Brooke, Lacey Evans e Carmella preencheram as vagas do SmackDown ao derrotar Naomi, Sasha Banks e Mandy Rose, respectivamente. Para a luta masculina, Aleister Black, Apollo Crews e Rey Mysterio se qualificaram pelo Raw ao derrotar Austin Theory, Montel Vontavious Porter e Murphy, respectivamente, enquanto Daniel Bryan, King Corbin e Otis se qualificaram pelo SmackDown ao derrotar Cesaro, Drew Gulak e Dolph Ziggler, respectivamente. No entanto, Crews foi lesionado por Andrade e foi retirado da luta. AJ Styles, que estava de volta, conquistou a vaga do Raw ao vencer uma luta gauntlet de última chance.
A luta feminina começou no saguão do prédio, enquanto a luta masculina começou na academia. Eventualmente, os homens e as mulheres se encontraram e tiveram uma luta de comida antes de se separarem para continuar sua ascensão até o telhado. A luta feminina terminou primeiro, depois que Asuka pegou a maleta feminina, garantindo-lhe uma luta garantida de sua escolha pelo Campeonato Feminino do Raw ou do SmackDown. Logo depois, Otis venceu a luta masculina ao pegar a maleta masculina, garantindo-lhe uma luta garantida por um campeonato mundial de sua escolha; seja o Campeonato da WWE do Raw ou o Campeonato Universal do SmackDown.
No dia seguinte no Raw, a campeã feminina do Raw, Becky Lynch, anunciou que tiraria uma licença. Uma Asuka confusa então apareceu. Lynch afirmou que, ao vencer a luta de escadas feminina do Money in the Bank, Asuka na verdade havia conquistado o Campeonato Feminino do Raw e procedeu a abrir a maleta, revelando o cinturão dentro. Lynch contou a Asuka que estava grávida, e foi essa a razão para sua licença. Isso, por sua vez, se tornou a primeira vez em que a campeã entregou o título para a vencedora do Money in the Bank sem ter uma luta de cash-in.
Após ganhar o contrato masculino, Otis provocou um possível cash-in no campeão universal Braun Strowman, mas decidiu não fazê-lo. Após entrar em uma rivalidade com The Miz e John Morrison pelo contrato do Money in the Bank em setembro, Otis foi forçado a defender o contrato em uma luta contra The Miz no evento Hell in a Cell de 2020, em outubro, onde The Miz derrotou Otis para ganhar o contrato do Money in the Bank. Assim, Otis se tornou o segundo lutador a perder seu contrato em uma luta programada sem ter feito o cash-in. The Miz então usou o contrato para fazer o cash-in pelo Campeonato da WWE no TLC: Tables, Ladders & Chairs em 20 de dezembro. No evento, enquanto Drew McIntyre defendia o título contra AJ Styles em uma luta Tables, Ladders and Chairs, no meio da luta, The Miz apareceu e fez o cash-in, convertendo a luta em uma luta triple threat TLC. Apesar disso, McIntyre reteve o título. No entanto, no episódio de 28 de dezembro do Raw, o cash-in no TLC foi considerado inválido devido a Morrison ter feito o cash-in por The Miz, já que apenas o detentor do contrato pode fazer o cash-in, e assim a maleta foi devolvida para The Miz. No Elimination Chamber em 21 de fevereiro de 2021, The Miz oficialmente fez o cash-in, derrotando McIntyre (que havia acabado de reter o título em uma luta Elimination Chamber e foi então atacado por Bobby Lashley) para conquistar o Campeonato da WWE pela segunda vez, com ambas as vitórias ocorrendo através de cash-ins do Money in the Bank.

### 2021
O décimo segundo Money in the Bank, aconteceu em 18 de julho, na Dickies Arena em Fort Worth, Texas, marcando o primeiro evento da série a ser realizado no Texas, e o primeiro pay-per-view da WWE após a retomada das turnês ao vivo, que começou com o episódio de 16 de julho do SmackDown. Com o evento de volta para um público ao vivo, as lutas de escadas do Money in the Bank retornaram ao formato regular, com cada uma tendo oito participantes, divididos igualmente entre as marcas Raw e SmackDown.
As lutas de qualificação para ambas as lutas de escadas começaram no episódio de 21 de junho do Raw. Para a luta masculina, Ricochet, John Morrison, Riddle e Drew McIntyre se qualificaram pelo Raw, enquanto Big E, Kevin Owens, King Nakamura e Seth Rollins se qualificaram pelo SmackDown. Big E então venceria a luta de escadas masculina, garantindo-lhe uma luta garantida de sua escolha pelo Campeonato da WWE do Raw ou pelo Campeonato Universal do SmackDown. Big E então anunciaria via Twitter que faria o cash-in de seu contrato no episódio de 13 de setembro do Raw, se tornando a quarta pessoa a anunciar sua luta de cash-in com antecedência, e seguiria com isso contra o campeão da WWE Bobby Lashley, após Lashley ter acabado de reter o título contra Randy Orton, derrotando Lashley para conquistar o título.
Para a luta feminina, Asuka, Naomi, Alexa Bliss e Nikki A.S.H. se qualificaram pelo Raw. Não houve lutas de qualificação para o SmackDown, e em vez disso, a oficial da WWE Sonya Deville nomeou as participantes: Zelina Vega, que fez seu retorno, Liv Morgan e as campeãs de duplas femininas da WWE, Natalya e Tamina; Carmella foi inicialmente anunciada para a luta de escadas, mas foi posteriormente removida e substituída por Morgan, após receber uma oportunidade pelo Campeonato Feminino do SmackDown. Nikki A.S.H. então venceria a luta de escadas feminina, garantindo-lhe uma luta garantida de sua escolha pelo Campeonato Feminino do Raw ou do SmackDown. Na noite seguinte no Raw, Nikki fez o cash-in do contrato e conquistou o Campeonato Feminino do Raw de Charlotte Flair, que havia acabado de reter o título em uma luta contra Rhea Ripley.

### 2022
O décimo terceiro Money in the Bank, aconteceu no sábado, 2 de julho de 2022, na MGM Grand Garden Arena, no subúrbio de Paradise, em Las Vegas, Nevada; originalmente estava programado para ser realizado no Allegiant Stadium da cidade. As lutas de escadas estavam programadas para contar com sete participantes, com uma divisão desigual entre as marcas; a luta masculina adicionou um oitavo participante de última hora, equilibrando a divisão entre as marcas, mas a luta feminina teve quatro participantes do Raw e três do SmackDown.
As lutas de qualificação para a luta de escadas masculina do Money in the Bank começaram no episódio de 10 de junho do SmackDown. Uma qualificação entre Drew McIntyre e Sheamus terminou em uma desqualificação dupla, depois que ambos atacaram um ao outro com cadeiras de aço, fazendo com que nenhum dos dois se qualificasse. Na semana seguinte, no entanto, o oficial da WWE Adam Pearce anunciou que tanto McIntyre quanto Sheamus estariam na luta. Seth "Freakin" Rollins se tornou o primeiro a se qualificar pelo Raw após derrotar AJ Styles no episódio de 13 de junho do Raw. Na semana seguinte, Omos e Sami Zayn se tornaram o quarto e o quinto participantes, respectivamente, após derrotarem Riddle e Shinsuke Nakamura. Na semana seguinte, no Raw, Riddle venceu uma Battle Royal de Última Chance ao eliminar The Miz por último, tornando-se o sexto participante qualificado, enquanto Madcap Moss venceu uma luta fatal four-way no episódio de 1º de julho do SmackDown, tornando-se o sétimo e (o que se pensava ser) o último participante da luta. A luta masculina foi o evento principal, e justo quando a luta estava prestes a começar, o oficial da WWE Adam Pearce anunciou que Theory, do Raw, seria adicionado como o oitavo participante surpresa. Theory, então, venceu a luta de escadas e conquistou o contrato do Money in the Bank. Após tentativas frustradas de fazer o cash-in no Campeonato Indiscutível Universal da WWE, além de uma provocação de cash-in no Campeonato do NXT, Theory finalmente usou o contrato para desafiar Seth "Freakin" Rollins pelo Campeonato dos Estados Unidos da WWE no episódio de 7 de novembro de 2022 do Raw, mas falhou em conquistar o título devido a um ataque de Bobby Lashley, permitindo que Rollins aplicasse o pin e retivesse o título. Isso marcou a primeira vez que o contrato foi usado em um campeonato que não fosse mundial.
As lutas de qualificação para a luta de escadas feminina do Money in the Bank também começaram no episódio de 10 de junho do SmackDown. Lacey Evans se tornou a primeira participante qualificada ao derrotar Xia Li. Na semana seguinte, no Raw e no SmackDown, Alexa Bliss e Liv Morgan derrotaram Doudrop e Nikki A.S.H. em uma qualificação por duplas, garantindo duas vagas na luta, e Raquel Rodriguez derrotou Shayna Baszler para conquistar a quarta vaga. Na semana seguinte, no Raw e no SmackDown, Asuka e Shotzi se tornaram as quinta e sexta participantes qualificadas, após derrotarem Becky Lynch e Tamina, respectivamente. Na semana seguinte, no Raw, Becky Lynch venceu uma luta de Última Chance de eliminação ao derrotar Doudrop, Nikki A.S.H., Shayna Baszler, Tamina e Xia Li para se tornar a última participante qualificada. Liv Morgan então venceu a luta de escadas feminina e, mais tarde naquela noite, fez o cash-in no Campeonato Feminino do SmackDown contra Ronda Rousey, após Rousey ter acabado de reter o título contra Natalya. Morgan então fez o pin em Rousey para conquistar o título.

### 2023

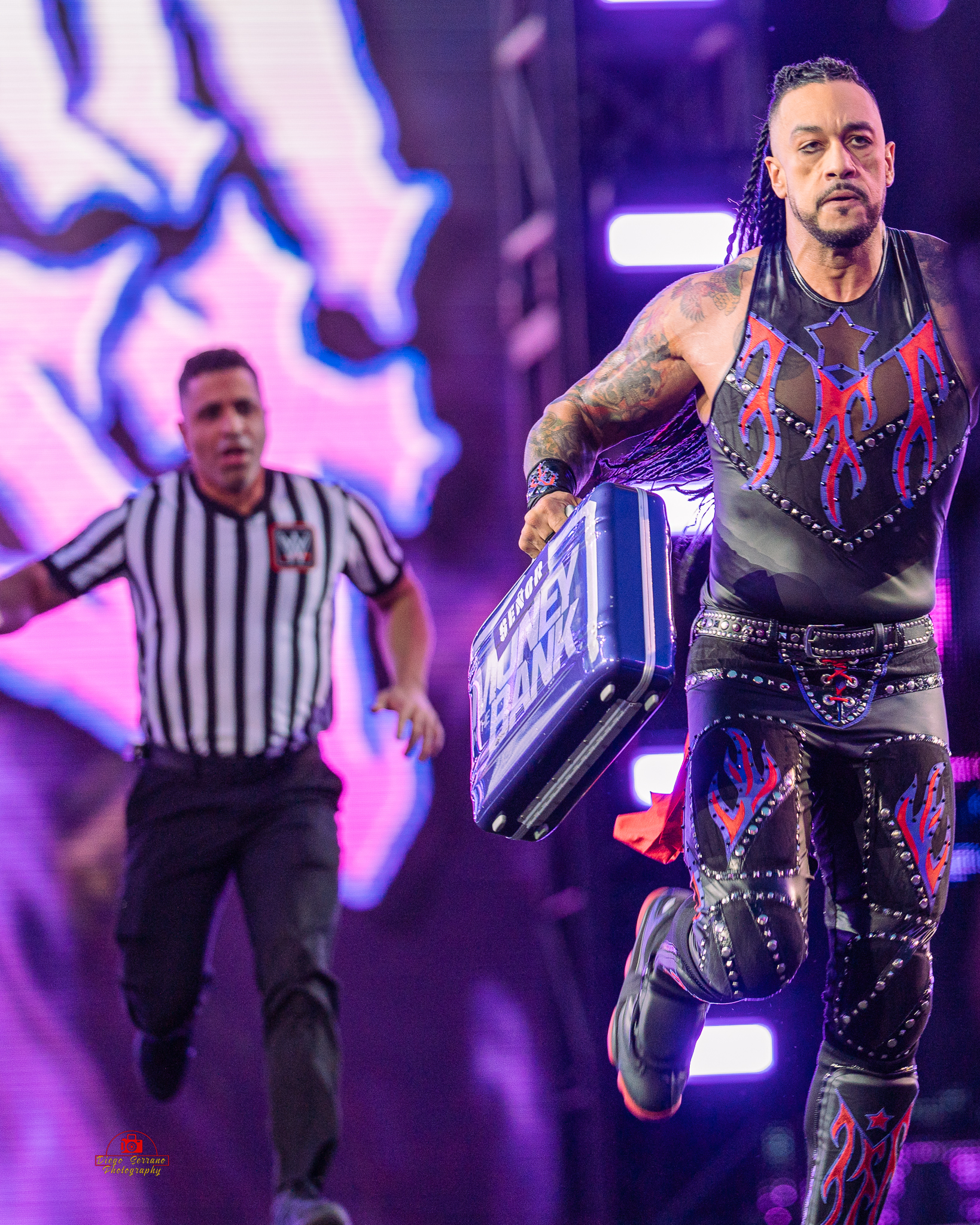
Damian Priest indo descontar seu contrato do Money in the Bank na WrestleMania XL.

O décimo quarto Money in the Bank, aconteceu em 1º de julho, na The O2 Arena, em Londres, Inglaterra, marcando a primeira vez que o evento foi realizado fora dos Estados Unidos. O plano original era ter seis participantes em ambas as lutas de escadas masculina e feminina — três de cada marca — mas um lutador sem afiliação a qualquer marca foi adicionado de última hora à luta masculina, aumentando o número de participantes para sete.
As lutas de qualificação começaram no episódio de 29 de maio do Raw, com Ricochet derrotando The Miz e Shinsuke Nakamura derrotando Bronson Reed para se tornarem os primeiros participantes da luta de escadas masculina. No episódio de 2 de junho do SmackDown, LA Knight derrotou Montez Ford para garantir sua vaga na luta masculina, enquanto Zelina Vega derrotou Lacey Evans para se tornar a primeira qualificada para a luta de escadas feminina. No episódio de 5 de junho do Raw, Becky Lynch derrotou Sonya Deville e Zoey Stark derrotou Natalya para se qualificar para a luta feminina. Quatro lutas de qualificação aconteceram no episódio de 9 de junho do SmackDown: no lado masculino, Santos Escobar derrotou Mustafa Ali e Butch derrotou Baron Corbin, enquanto no lado feminino, Bayley derrotou Michin e Iyo Sky derrotou Shotzi. No episódio de 12 de junho do Raw, Damian Priest derrotou Matt Riddle para se qualificar para o que se pensava ser a última vaga na luta masculina, mas no episódio de 19 de junho do Raw, o free agent Logan Paul anunciou que negociou sua entrada na luta masculina (sem precisar de qualificação), aumentando o número de participantes para sete. Priest então venceu a luta masculina, enquanto Sky venceu a luta feminina.
Iyo Sky fez o cash-in de seu contrato em 5 de agosto de 2023, no SummerSlam, derrotando Bianca Belair para conquistar o Campeonato Feminino da WWE (anteriormente Campeonato Feminino do Raw), logo após Belair ter vencido o título, derrotando a campeã anterior Asuka e Charlotte Flair em uma luta triple threat. Na Noite 2 da WrestleMania XL, em 7 de abril de 2024, Damian Priest fez o cash-in de seu contrato e derrotou Drew McIntyre pelo Campeonato Mundial dos Pesos Pesados, logo após McIntyre ter vencido Seth "Freakin" Rollins pelo título.

### 2024
O décimo quinto Money in the Bank, aconteceu no sábado, 6 de julho de 2024, na Scotiabank Arena em Toronto, Ontário, marcando o primeiro Money in the Bank a ser realizado no Canadá e o segundo a acontecer fora dos Estados Unidos, depois do evento de 2023.
O show foi promovido como parte de um evento de três noites denominado "Money in the Bank Weekend" (fim de semana do Money in the Bank), com o episódio de 5 de julho do SmackDown e o show ao vivo do NXT em 7 de julho, Heatwave, também sendo realizados no mesmo local. As lutas de escadas de 2024 tiveram seis participantes cada, igualmente divididos entre as marcas Raw e SmackDown. Todas as lutas de qualificação para as duas lutas de escadas do Money in the Bank foram lutas triple threat, que começaram no episódio de 17 de junho do Raw e aconteceram nos episódios subsequentes do Raw e SmackDown.
Do lado dos homens, Jey Uso garantiu a primeira vaga do Raw ao derrotar Finn Bálor e Rey Mysterio em 17 de junho, com Chad Gable ficando com a segunda vaga ao derrotar Braun Strowman e Bronson Reed em 24 de junho. Drew McIntyre garantiu a última vaga do Raw ao derrotar Sheamus e Ilja Dragunov no episódio de 1º de julho do Raw. Para o SmackDown, as duas primeiras vagas foram conquistadas no episódio de 21 de junho, com Carmelo Hayes derrotando Randy Orton e Tama Tonga, e Andrade derrotando Kevin Owens e Grayson Waller. A terceira e última vaga do SmackDown foi preenchida no episódio de 28 de junho, quando LA Knight derrotou Logan Paul e Santos Escobar. No evento de 6 de julho, McIntyre venceu a luta de escadas masculina e, mais tarde naquela noite, McIntyre usou seu contrato no combate pelo Campeonato Mundial dos Pesos Pesados, onde o campeão Damian Priest defendia o título contra Seth "Freakin" Rollins, transformando-o em uma luta triple threat. Porém, McIntyre foi derrotado por Priest devido a um ataque de CM Punk. Isso marcou a primeira vez em que alguém usou seu contrato contra a pessoa que havia usado o contrato contra ele pelo mesmo título.
Do lado feminino, Iyo Sky garantiu a primeira vaga do Raw ao derrotar Kiana James e Zelina Vega em 17 de junho. No episódio de 24 de junho do Raw, Lyra Valkyria derrotou Kairi Sane e Shayna Baszler para conquistar a segunda vaga do Raw. Zoey Stark conquistou a última vaga do Raw ao derrotar Dakota Kai e Ivy Nile no episódio de 1º de julho do Raw. A primeira vaga do SmackDown foi conquistada por Chelsea Green, que derrotou Bianca Belair e Michin no episódio de 21 de junho do SmackDown. As duas últimas vagas do SmackDown foram preenchidas no episódio de 28 de junho, com Tiffany Stratton derrotando Jade Cargill e Candice LeRae, e Naomi derrotando Indi Hartwell e Blair Davenport. No evento de 6 de julho, Stratton venceu a luta de escadas feminina e, na edição de 3 de janeiro de 2025 do SmackDown, após Nia Jax ter acabado de derrotar Naomi para reter o Campeonato Feminino da WWE, Stratton, que estava aliada a Jax há meses, atacou Jax e também LeRae. Depois que Jax foi atingida por um Kiss of Death de Belair, Stratton aproveitou a oportunidade e, utilizando seu contrato do Money in the Bank, fez o cash-in e derrotou Jax para conquistar o Campeonato Feminino da WWE.

### 2025
O décimo sexto Money in the Bank, aconteceu no sábado, 7 de junho de 2025, no Intuit Dome, em Inglewood, Califórnia.
As lutas qualificatórias para a luta masculina de escadas do Money in the Bank consistiram em seis lutas triple threat realizadas ao longo dos episódios do Raw e SmackDown, com três vagas para cada marca. A primeira qualificação ocorreu no episódio de 16 de maio do SmackDown, onde Solo Sikoa derrotou Jimmy Uso e Rey Fénix. LA Knight se qualificou no SmackDown da semana seguinte, derrotando Aleister Black e Shinsuke Nakamura. Duas qualificatórias ocorreram no episódio de 26 de maio do Raw, onde Penta derrotou Chad Gable e Dragon Lee, e depois Seth Rollins derrotou Finn Bálor e Sami Zayn. No SmackDown dessa semana, Andrade garantiu a última vaga do SmackDown ao derrotar Carmelo Hayes e Jacob Fatu, com a última vaga do Raw sendo decidida no episódio de 2 de junho do Raw, onde El Grande Americano derrotou AJ Styles e CM Punk. No evento de 7 de junho, Seth Rollins venceu a luta masculina.
As lutas qualificatórias para a luta feminina de escadas do Money in the Bank também consistiram em seis lutas triple threat que ocorreram ao longo dos episódios de Raw e SmackDown, também com três vagas para cada marca. Assim como no lado masculino, as qualificatórias começaram no episódio de 16 de maio do SmackDown, onde Alexa Bliss derrotou Chelsea Green e Michin. As duas próximas qualificatórias ocorreram no episódio de 19 de maio do Raw, onde Roxanne Perez derrotou Becky Lynch e Natalya, e depois Rhea Ripley derrotou Kairi Sane e Zoey Stark. A quarta qualificação foi determinada no SmackDown daquela semana, onde Giulia derrotou Charlotte Flair e Zelina Vega. A última vaga do SmackDown foi determinada no episódio de 30 de maio do SmackDown, onde Naomi derrotou Jade Cargill e Nia Jax, enquanto a última vaga do Raw foi decidida no episódio de 2 de junho do Raw, onde Stephanie Vaquer derrotou Ivy Nile e Liv Morgan. No evento de 7 de junho, Naomi venceu a luta feminina. No Evolution, em 13 de julho, Naomi usou seu contrato do Money in the Bank contra Iyo Sky durante a defesa do Campeonato Mundial Feminino contra Rhea Ripley e fez o pin em Sky para conquistar o título.

## Resultados
| Ano  | Evento | Título                                            | Vencedor         | Outros competidores | Tempo |
| ---- | --- | ------------------------------------------------- | ---------------- | --- | ----- |
| 2005 | WrestleMania 21 | Qualquer título                                   | Edge             | Chris Jericho, Shelton Benjamin, Chris Benoit, Christian (com Tyson Tomko) e Kane                                                  | 15:17 |
| 2005 | - Usou o contrato no New Year's Revolution em 8 de janeiro de 2006 pelo Campeonato da WWE. Derrotou John Cena e ganhou o título. |                                                   |                  | |       |
| 2006 | WrestleMania 22 | Qualquer título                                   | Rob Van Dam      | Shelton Benjamin, Finlay, Ric Flair, Matt Hardy e Bobby Lashley                                                                    | 12:14 |
| 2006 | - Usou o contrato no ECW One Night Stand em 11 de junho de 2006 pelo Campeonato da WWE. Derrotou John Cena em uma luta Extreme Rules e ganhou o título. |                                                   |                  | |       |
| 2007 | WrestleMania 23 | Qualquer título                                   | Mr. Kennedy      | CM Punk, Edge, Finlay, Jeff Hardy, Matt Hardy, King Booker e Randy Orton                                                           | 19:05 |
| 2007 | - Edge usou o contrato em 8 de maio de 2007 (exibido na televisão em 11 de maio de 2007) no SmackDown! pelo Campeonato Mundial dos Pesos Pesados. Derrotou The Undertaker e ganhou o título. |                                                   |                  | |       |
| 2008 | WrestleMania XXIV | Qualquer título                                   | CM Punk          | Shelton Benjamin, Carlito, Chris Jericho, Mr. Kennedy, John Morrison e Montel Vontavious Porter                                    | 13:33 |
| 2008 | - Usou o contrato no Raw em 30 de junho de 2008 pelo Campeonato Mundial dos Pesos Pesados. Derrotou Edge após ele ser atacado por Batista e ganhou o título. |                                                   |                  | |       |
| 2009 | WrestleMania XXV | Qualquer título                                   | CM Punk          | Shelton Benjamin, Christian, Finlay, Mark Henry, Kane, Kofi Kingston e Montel Vontavious Porter                                    | 14:24 |
| 2009 | - Usou seu contrato no Extreme Rules em 17 de maio de 2009 pelo Campeonato Mundial dos Pesos Pesados. Derrotou Jeff Hardy e ganhou o título. |                                                   |                  | |       |
| 2010 | WrestleMania XXVI | Qualquer título                                   | Jack Swagger     | Shelton Benjamin, Evan Bourne, Christian, Matt Hardy, Kane, Kofi Kingston, Drew McIntyre, Montel Vontavious Porter e Dolph Ziggler | 13:44 |
| 2010 | - Usou seu contrato no SmackDown em 30 de março de 2010 (exibido em 2 de abril de 2010) pelo Campeonato Mundial dos Pesos Pesados. Derrotou Chris Jericho após um ataque de Edge e ganhou o título. |                                                   |                  | |       |
| 2010 | Money in the Bank | Campeonato Mundial dos Pesos Pesados do SmackDown | Kane             | The Big Show, Matt Hardy, Christian, Kofi Kingston, "Dashing" Cody Rhodes, Drew McIntyre e Dolph Ziggler                           | 27:18 |
| 2010 | - Usou o contrato na mesma noite, em 18 de julho de 2010, pelo Campeonato Mundial dos Pesos Pesados. Derrotou Rey Mysterio e ganhou o título. |                                                   |                  | |       |
| 2010 | Money in the Bank | Campeonato da WWE do Raw                          | The Miz          | Randy Orton, Chris Jericho, Evan Bourne, Ted DiBiase, John Morrison, Edge e Mark Henry                                             | 20:25 |
| 2010 | - Usou o contrato no Raw de 22 de novembro de 2010 pelo Campeonato da WWE. Derrotou Randy Orton e ganhou o título. |                                                   |                  | |       |
| 2011 | Money in the Bank | Campeonato Mundial dos Pesos Pesados do SmackDown | Daniel Bryan     | Kane, Sin Cara, Wade Barrett, Cody Rhodes, Justin Gabriel, Heath Slater e Sheamus                                                  | 24:27 |
| 2011 | - Usou seu contrato no TLC: Tables, Ladders & Chairs em 18 de dezembro de 2011 pelo Campeonato Mundial dos Pesos Pesados. Derrotou Big Show e ganhou o título. |                                                   |                  | |       |
| 2011 | Money in the Bank | Campeonato da WWE do Raw                          | Alberto Del Rio  | Rey Mysterio, Kofi Kingston, Alex Riley, R-Truth, The Miz, Evan Bourne e Jack Swagger                                              | 15:54 |
| 2011 | - Usou seu contrato no SummerSlam em 14 de agosto de 2011 pelo Campeonato da WWE. Derrotou CM Punk e ganhou o título. |                                                   |                  | |       |
| 2012 | Money in the Bank | Campeonato da WWE                                 | John Cena        | Kane, Chris Jericho, Big Show e The Miz                                                                                            | 20:15 |
| 2012 | - Primeiro lutador a utilizar o contrato e não ganhar o título. |                                                   |                  | |       |
| 2012 | Money in the Bank | Campeonato Mundial dos Pesos Pesados              | Dolph Ziggler    | Damien Sandow, Tyson Kidd, Tensai, Santino Marella, Christian, Cody Rhodes e Sin Cara                                              | 18:23 |
| 2012 | - Usou seu contrato no Raw em 8 de abril de 2013 pelo Campeonato Mundial dos Pesos Pesados. Derrotou Alberto Del Rio e ganhou o título. |                                                   |                  | |       |
| 2013 | Money in the Bank | Campeonato da WWE                                 | Randy Orton      | CM Punk, Daniel Bryan, Randy Orton, Sheamus, Christian e Rob Van Dam                                                               | 26:38 |
| 2013 | - Usou seu contrato no SummerSlam em 18 de agosto de 2013 pelo Campeonato da WWE. Derrotou Daniel Bryan e ganhou o título. |                                                   |                  | |       |
| 2013 | Money in the Bank | Campeonato Mundial dos Pesos Pesados              | Damien Sandow    | Fandango, Wade Barrett, Dean Ambrose, Jack Swagger, Cody Rhodes e Antonio Cesaro                                                   | 16:25 |
| 2013 | - Usou seu contrato no Raw em 28 de outubro de 2013. Foi derrotado por John Cena e não conquistou o título. |                                                   |                  | |       |
| 2014 | Money in the Bank | Campeonato Mundial dos Pesos Pesados da WWE       | Seth Rollins     | Kofi Kingston, Dolph Ziggler, Rob Van Dam, Dean Ambrose e Jack Swagger                                                             | 23:10 |
| 2014 | - Usou seu contrato na Wrestlemania 31 em 29 de março de 2015 no combate entre Brock Lesnar e Roman Reigns e conquistou o título. |                                                   |                  | |       |
| 2015 | Money in the Bank | Campeonato Mundial dos Pesos Pesados da WWE       | Sheamus          | Dolph Ziggler, Kane, Kofi Kingston, Neville, Randy Orton e Roman Reigns                                                            | 26:38 |
| 2015 | - Usou seu contrato no Survivor Series, derrotando Roman Reigns para conquistar o título. |                                                   |                  | |       |
| 2016 | Money in the Bank | Campeonato Mundial dos Pesos Pesados da WWE       | Dean Ambrose     | Kevin Owens, Sami Zayn, Cesaro, Chris Jericho e Alberto Del Rio                                                                    | 21:38 |
| 2016 | - Usou o contrato na mesma noite, derrotando Seth Rollins pelo título. |                                                   |                  | |       |
| 2017 | Money in the Bank | Campeonato da WWE                                 | Baron Corbin     | Kevin Owens, AJ Styles, Sami Zayn, Dolph Ziggler e Shinsuke Nakamura                                                               | 29:50 |
| 2017 | - Usou o contrato no SmackDown de 15 de agosto de 2017, mas foi derrotado pelo campeão Jinder Mahal. |                                                   |                  | |       |
| 2017 | SmackDown | Campeonato Feminino do SmackDown                  | Carmella         | Becky Lynch, Charlotte Flair, Natalya e Tamina                                                                                     | 24:00 |
| 2017 | - Tentou usar o contrato durante o SmackDown Live de 31 de janeiro de 2018 contra a campeã Charlotte Flair após a mesma ser atacada pelo Riott Squad, a luta não chegou a começar, pois Carmella acertou sem querer o juiz e fugir antes da campeã. |                                                   |                  | |       |
| 2018 | Money in the Bank | Qualquer título                                   | Braun Strowman   | Bobby Roode, Finn Bálor, Kevin Owens, Kofi Kingston, Rusev, Samoa Joe e The Miz                                                    | 19:53 |
| 2018 | - Usou o contrato no Hell in a Cell em 18 de setembro de 2018 enfrentando Roman Reigns pelo Campeonato Universal da WWE. A luta terminou sem vencedor devido a Brock Lesnar aparecer atacando os dois lutadores. Como resultado, ele não conseguiu ganhar o título. |                                                   |                  | |       |
| 2018 | Money in the Bank | Qualquer título                                   | Alexa Bliss      | Becky Lynch, Charlotte Flair, Ember Moon, Lana, Naomi, Natalya e Sasha Banks                                                       | 18:30 |
| 2018 | - Usou o contrato na mesma noite, derrotando Ronda Rousey pelo Campeonato Feminino do Raw. |                                                   |                  | |       |
| 2019 | Money in the Bank | Qualquer título                                   | Brock Lesnar     | Mustafa Ali, Andrade, Baron Corbin, Drew McIntyre, Finn Bálor, Randy Orton e Ricochet                                              | 19:00 |
| 2019 | - Usou seu contrato no Extreme Rules em 14 de julio de 2019 pelo Campeonato Universal da WWE. Derrotou Seth Rollins e ganhou o título. |                                                   |                  | |       |
| 2019 | Money in the Bank | Qualquer título                                   | Bayley           | Carmella, Dana Brooke, Ember Moon, Mandy Rose, Naomi, Natalya e Nikki Cross                                                        | 13:50 |
| 2019 | - Usou o contrato na mesma noite, derrotando Charlotte Flair pelo Campeonato Feminino do SmackDown. |                                                   |                  | |       |
| 2020 | Money in the Bank | Qualquer título                                   | Otis             | AJ Styles, Aleister Black, Daniel Bryan, King Corbin e Rey Mysterio                                                                | 27:15 |
| 2020 | - The Miz usou o contrato em 21 de fevereiro de 2021 no Elimination Chamber pelo Campeonato da WWE. Derrotou Bobby Lashley e ganhou o título. |                                                   |                  | |       |
| 2020 | Money in the Bank | Qualquer título                                   | Asuka            | Carmella, Dana Brooke, Lacey Evans, Nia Jax e Shayna Baszler                                                                       | 22:00 |
| 2020 | - Ao contrário de outras vencedoras da maleta, Asuka conquistou o título feminino do Raw sem resgatá-lo, pois o cinturão estava guardado dentro da maleta. Isso porque Becky Lynch, a então campeã, anunciou que estava grávida, ela faria uma pausa. |                                                   |                  | |       |
| 2021 | Money in the Bank | Qualquer título                                   | Big E            | Drew McIntyre, John Morrison, Kevin Owens, King Nakamura, Ricochet, Riddle e Seth Rollins                                          | 17:40 |
| 2021 | - Usou o contrato no Raw de 13 de setembro de 2021 pelo Campeonato da WWE. Derrotou Bobby Lashley e ganhou o título. |                                                   |                  | |       |
| 2021 | Money in the Bank | Qualquer título                                   | Nikki A.S.H.     | Alexa Bliss, Asuka, Liv Morgan, Naomi, Natalya, Tamina e Zelina Vega                                                               | 15:15 |
| 2021 | - Usou seu contrato no Raw em 18 de julio de 2021 pelo Campeonato Feminino do Raw. Derrotou Charlotte Flair e ganhou o título. |                                                   |                  | |       |
| 2022 | Money in the Bank | Qualquer título                                   | Austin Theory    | Drew McIntyre, Madcap Moss, Omos, Riddle, Sami Zayn, Seth Rollins e Sheamus                                                        | 25:25 |
| 2022 | - Usou o contrato na Raw em 7 de novembro de 2022, respondendo a um desafio aberto proposto por Seth Rollins para seu Campeonato dos Estados Unidos da WWE, sendo a primeira vez que o portador da pasta luta por um campeonato secundário e não por um mundial. Foi derrotado e não conquistou o título. |                                                   |                  | |       |
| 2022 | Money in the Bank | Qualquer título                                   | Liv Morgan       | Alexa Bliss, Asuka, Becky Lynch, Lacey Evans, Raquel Rodriguez e Shotzi                                                            | 16:35 |
| 2022 | - Usou o contrato na mesma noite, derrotando Ronda Rousey pelo Campeonato Feminino do SmackDown. |                                                   |                  | |       |
| 2023 | Money in the Bank | Qualquer título                                   | Damian Priest    | Ricochet, Shinsuke Nakamura, LA Knight, Santos Escobar, Butch e Logan Paul                                                         | 20:25 |
| 2023 | - Manteve o contrato por 281 dias, o que é o maior tempo que um lutador masculino manteve o contrato. - Usou seu contrato na Noite 2 da WrestleMania XL, em 7 de abril de 2024, pelo Campeonato Mundial dos Pesos Pesados. Derrotou Drew McIntyre pelo campeonato, após McIntyre ter derrotado Seth "Freakin" Rollins pelo título. |                                                   |                  | |       |
| 2023 | Money in the Bank | Qualquer título                                   | Iyo Sky          | Zelina Vega, Zoey Stark, Becky Lynch, Bayley e Trish Stratus                                                                       | 18:05 |
| 2023 | - Usou seu contrato no SummerSlam, em 5 de agosto de 2023, pelo Campeonato Feminino da WWE. Derrotou Bianca Belair, que já havia derrotado Asuka e Charlotte Flair em uma luta triple threat, e ganhou o título. |                                                   |                  | |       |
| 2024 | Money in the Bank | Qualquer título                                   | Drew McIntyre    | Andrade, Carmelo Hayes, Chad Gable, Jey Uso e LA Knight                                                                            | 16:30 |
| 2024 | - Usou seu contrato na mesma noite pelo Campeonato Mundial dos Pesos Pesados. Durante uma luta entre o campeão defensor Damian Priest e Seth "Freakin" Rollins, McIntyre entrou no ringue e usou seu contrato para fazer o "cash-in". O árbitro aceitou o cash-in enquanto a luta estava em andamento, convertendo a luta individual em uma luta triple threat. Priest então fez o pin em McIntyre após um ataque de CM Punk e um South of Heaven, mantendo o campeonato. |                                                   |                  | |       |
| 2024 | Money in the Bank | Qualquer título                                   | Tiffany Stratton | Chelsea Green, Iyo Sky, Lyra Valkyria, Naomi e Zoey Stark                                                                          | 16:50 |
| 2024 | - Usou seu contrato no episódio de 3 de janeiro de 2025 do SmackDown pelo Campeonato Feminino da WWE. Derrotou a então campeã Nia Jax após um Prettiest Moonsault Ever para conquistar o campeonato, depois que Jax havia derrotado Naomi para manter o título com a interferência de Stratton. Em seguida, foi atacada por Stratton durante uma agressão à parceira de dupla de Naomi, Bianca Belair, que preparou a oportunidade com um K.O.D.                          |                                                   |                  | |       |
| 2025 | Money in the Bank | Qualquer título                                   | Seth Rollins     | Andrade, El Grande Americano, LA Knight, Penta e Solo Sikoa                                                                        | 33:35 |
| 2025 | - Terceira pessoa a vencer a luta de escadas duas vezes. |                                                   |                  | |       |
| 2025 | Money in the Bank | Qualquer título                                   | Naomi            | Alexa Bliss, Giulia, Rhea Ripley, Roxanne Perez e Stephanie Vaquer                                                                 | 25:15 |
| 2025 | - Usou seu contrato no Evolution, em 13 de julho de 2025, durante a luta pelo Campeonato Mundial Feminino entre Iyo Sky e Rhea Ripley. Após interferir no combate, Naomi transformou a luta em uma triple threat, aproveitando a oportunidade para desafiar a campeã. Ela fez o pin em Sky após um split-legged moonsault e conquistou o título. |                                                   |                  | |       |